# Henry Petersen
Henry Petersen (Dinamarca, 1 de octubre de 1900-24 de septiembre de 1949) fue un atleta danés, especialista en la prueba de salto con pértiga en la que llegó a ser subcampeón olímpico en 1920.

## Carrera deportiva
En los JJ. OO. de Amberes 1920 ganó la medalla de plata en el salto con pértiga, con un salto por encima de 3.70 metros, siendo superado por el estadounidense Frank Foss que con 4.09 metros batió el récord del mundo, y por delante de otro estadounidense Edwin Myers (bronce con 3.60 metros).